# Tank (film)
Pour plus de détails, voir Fiche technique et Distribution.
Tank est un film américain réalisé par Marvin J. Chomsky, sorti en 1984.

## Synopsis
Pour avoir défendu l'intégrité d'une jeune femme dans un bar, un adjudant-chef de l'armée américaine proche de la retraite va s'attirer les foudres du shérif local en le persécutant à l'excès.

## Fiche technique
- Titre : Tank
- Réalisation : Marvin J. Chomsky
- Scénario :  Dan Gordon (en)
- Musique : Lalo Schifrin
- Directeur de la photographie : Don Birnkrant
- Montage : Donald R. Rode
- Costumes : Ann Lambert et James Tyson
- Décors : Bill Kenney
- Production : Irwin Yablans
- Sociétés de production : Lorimar Film Entertainment & Universal Productions
- Société de distribution : Universal Pictures
- Pays de production :  États-Unis
- Langue : Anglais
- Genre : Action, Comédie
- Durée : 113 min
- Dates de sortie :
  - États-Unis : 16 mars 1984
  - France : 11 juillet 1984

## Distribution
- James Garner (VF : Jean-Claude Michel) : l'adjudant-chef Zack Carey
- G. D. Spradlin (VF : Marc de Georgi) : le shérif Cyrus Buelton
- Shirley Jones (VF : Paule Emanuele) : LaDonna Carey
- C. Thomas Howell (VF : Vincent Ropion) : William 'Billy' Carey
- Jenilee Harrison (VF : Sylviane Bressy) : Sarah
- James Cromwell (VF : Michel Bedetti) : le shérif-adjoint Euclid Baker
- Sandy Ward (VF : Louis Arbessier) : le général V.E. Hubik
- Dorian Harewood (VF : Érik Colin) : le sergent Tippet
- J. Don Ferguson (en) (VF : Claude Giraud) : le gouverneur Harold F. Sims
- Mark Herrier (VF : Marc François) : Elliott
- John Hancock (VF : Georges Aminel) : le sergent du mess
- Jordan Williams (VF : Patrick Poivey) : le caporal Harris
- Guy Boyd : le sergent Wimofsky
- Bill Crabb (VF : Henry Djanik) : le contremaître Jackson
- Danny Nelson : Gant
- Don Young (VF : Roger Crouzet) : Aavery